# Bajawa Soa Airport
Bajawa Soa Airport (indonesiska: Bandar Udara Soa, engelska: Pahdamaleda Airport) är en flygplats i Indonesien.   Den ligger i provinsen Nusa Tenggara Timur, i den centrala delen av landet, 1 600 km öster om huvudstaden Jakarta. Bajawa Soa Airport ligger 1 318 meter över havet.
Terrängen runt Bajawa Soa Airport är kuperad åt nordost, men åt sydväst är den bergig.Runt Bajawa Soa Airport är det ganska tätbefolkat, med 230 invånare per kvadratkilometer. I omgivningarna runt Bajawa Soa Airport växer i huvudsak städsegrön lövskog.